# Neoramia charybdis
Espèce
Synonymes
- Amaurobius charybdis Hogg, 1910

Neoramia charybdis est une espèce d'araignées aranéomorphes de la famille des Stiphidiidae.

## Distribution
Cette espèce est endémique de Nouvelle-Zélande.

## Publication originale
- Hogg, 1910 : Some New Zealand and Tasmanian Arachnidae. Transactions of the New Zealand Institute, vol. 42, p. 273-283 (texte intégral).